# 东海街道 (陆丰市)
东海街道是是中华人民共和国广东省汕尾市陆丰市下辖的一个乡镇级行政单位。，下轄8個社區及14個村，包括於2011年發生烏坎事件的烏坎村。

## 行政区划
城东街道下辖以下地区：
红卫社区、桃园社区、东风社区、向阳社区、南堤社区、新光社区、金龙社区、长辉社区、红光村、红星村、宽塘村、龙光村、深埔村、白箖村、崎砂村、乌坎村、上海村、头肖村、龙口村、炎龙村、六驿村和神冲村。